# Neckeropsis calcicola
Neckeropsis calcicola är en bladmossart som beskrevs av Noguchi 1956. Neckeropsis calcicola ingår i släktet Neckeropsis och familjen Neckeraceae. Inga underarter finns listade i Catalogue of Life.